# Acianthera micrantha
Acianthera micrantha es una especie de orquídea originaria de Brasil donde se encuentra en la Mata Atlántica, anteriormente perteneciente al género Pleurothallis.

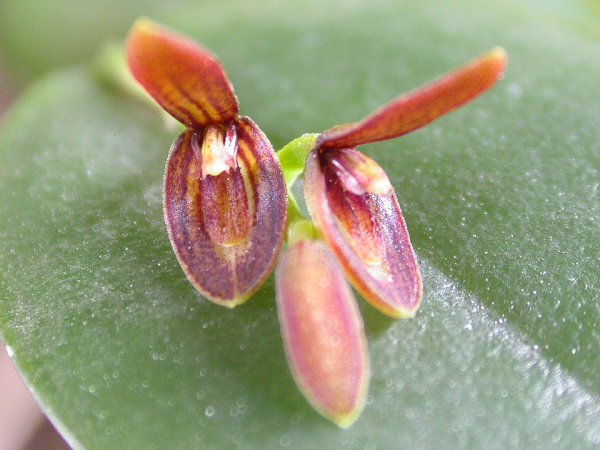
Flores

## Taxonomía
Acianthera micrantha fue descrita por (Barb.Rodr.) Pridgeon & M.W.Chase y publicado en Lindleyana 16(4): 244. 2001.
Etimología
Acianthera: nombre genérico que es una referencia a la posición de las anteras de algunas de sus especies.
micrantha: epíteto latino que significa "con flor pequeña".
Sinonimia
- Pleurothallis micrantha Barb.Rodr.	[4][5]